# Quiara Alegría Hudes

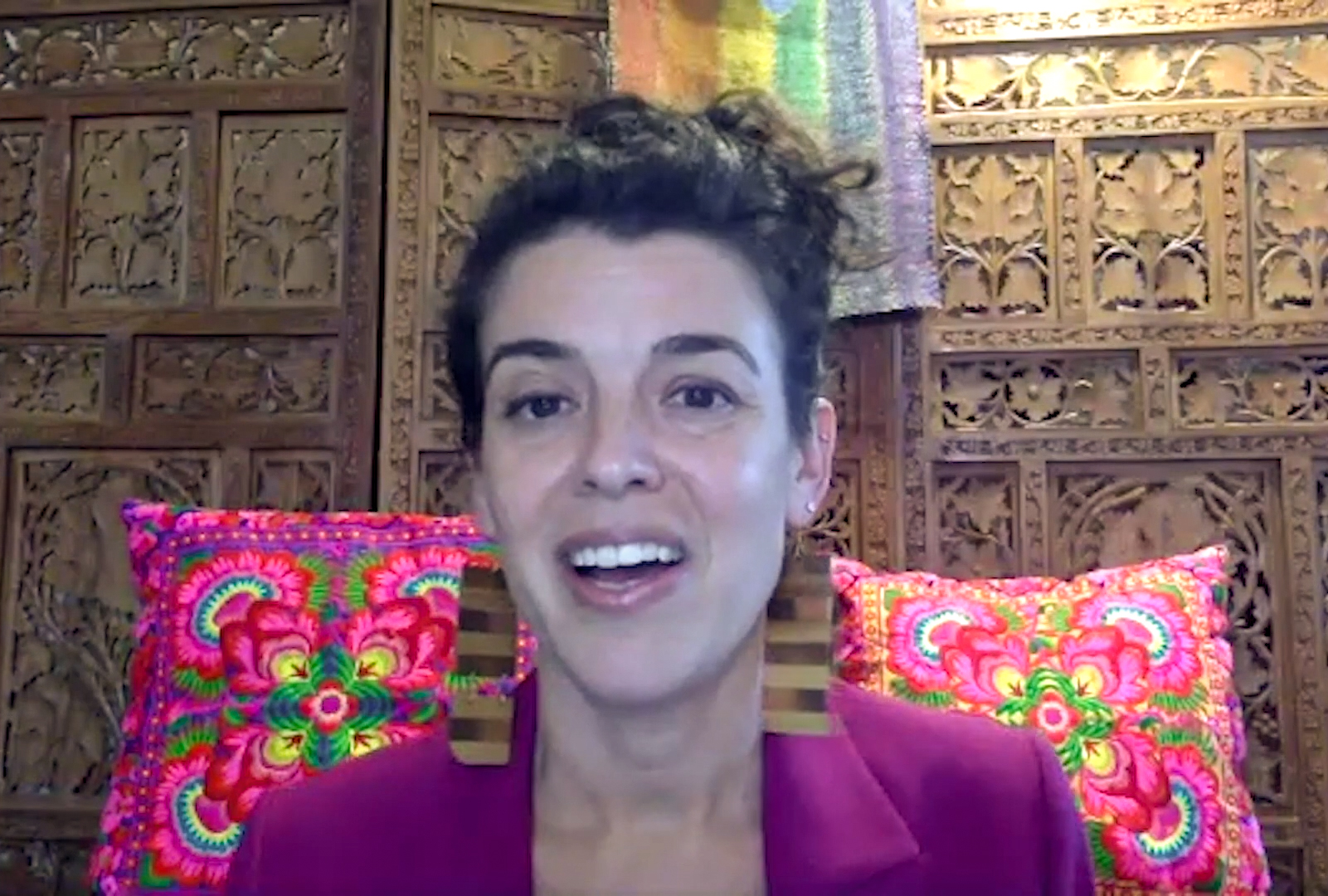
Quiara Alegría Hudes

Quiara Alegría Hudes (* 1977 in Philadelphia, Pennsylvania) ist eine US-amerikanische Dramatikerin und Drehbuchautorin.

## Leben
Quiara Alegría Hudes ist Tochter einer Puerto-Ricanerin. Sie studierte Musik-Komposition an der Yale University und bis 2004 Dramaturgie an der Brown University in Rhode Island.
Bereits 2003 wurde ihr erstes Stück Yemaya’s Belly aufgeführt. 2005 erschien das Musical In the Heights, welches mit dem Tony Award/Bestes Musical ausgezeichnet wurde und später auch verfilmt wurde. 2006 wurde das Drama Elliot, a Soldier’s Fugue uraufgeführt. 2009 erschienen die Stücke 26 Miles und das Musical Barrio Grrrrl!. 2011 erschien der zweite Teil der „Elliot“-Trilogie: Water by the Spoonful, mit dem sie mit dem Pulitzer-Preis/Theater ausgezeichnet wurde. 2013 folgte der dritte Teil: The Happiest Song Plays Last.
2016 erschien das Musical Miss You Like Hell. 2021 schrieb sie die Drehbücher für die Filme In the Heights und den Animationsfilm Vivo – Voller Leben.

## Filmografie (Auswahl)
- 2021: In the Heights
- 2021: Vivo – Voller Leben (Vivo)